# The Orion
The Orion ist ein 60-stöckiger Wolkenkratzer in Manhattan in New York City, Vereinigte Staaten. Der Wohnturm wurde nach dem Sternbild Orion benannt und beherbergt 551 luxuriöse Eigentumswohnungen.

## Beschreibung
Das Hochhaus befindet sich in Midtown Manhattan im Stadtteil Hell’s Kitchen zwischen der 8th und 9th Avenue sowie West 41st und West 42nd Street. Östliches Nachbargebäude ist der historische Wolkenkratzer McGraw-Hill Building. Wenige Meter östlich liegt der Busbahnhof Port Authority Bus Terminal. Schräg gegenüber steht die Kirche „Holy Cross Church“.
The Orion wurde im Auftrag des Eigentümers Extell Development Company vom Architekturbüro CetraRuddy Architecture entworfen und von 2004 bis 2006 erbaut. Der Wolkenkratzer ist 184,1 Meter (604 Fuß) hoch und hat 60 Etagen. Er besitzt eine Glasfassade und beherbergt 551 Eigentumswohnungen. Für seine Bewohner bietet das Wohnhochhaus eine Tiefgarage, eine Aufenthaltslounge im 31. Stock sowie das 750 Quadratmeter große Fitnesscenter „La Palestra Gym“ mit Swimmingpool, das sich in der 30. Etage befindet. Auf der 29. und 30. Etage des 30-stöckigen Seitenflügels gibt es außerdem zwei Sonnendecks im Freien.

## Ansichten

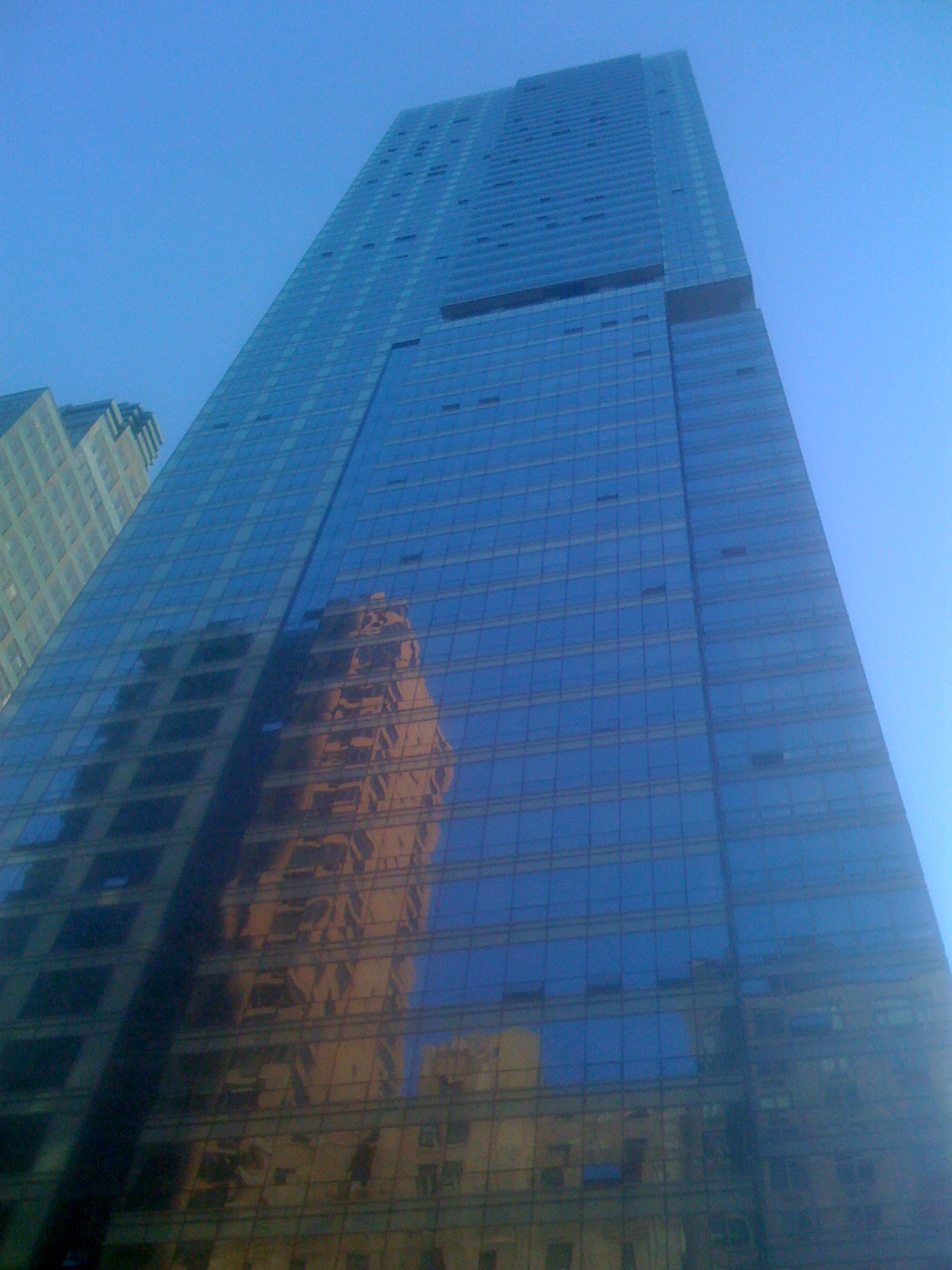
Vertikale Ansicht der Glasfassade

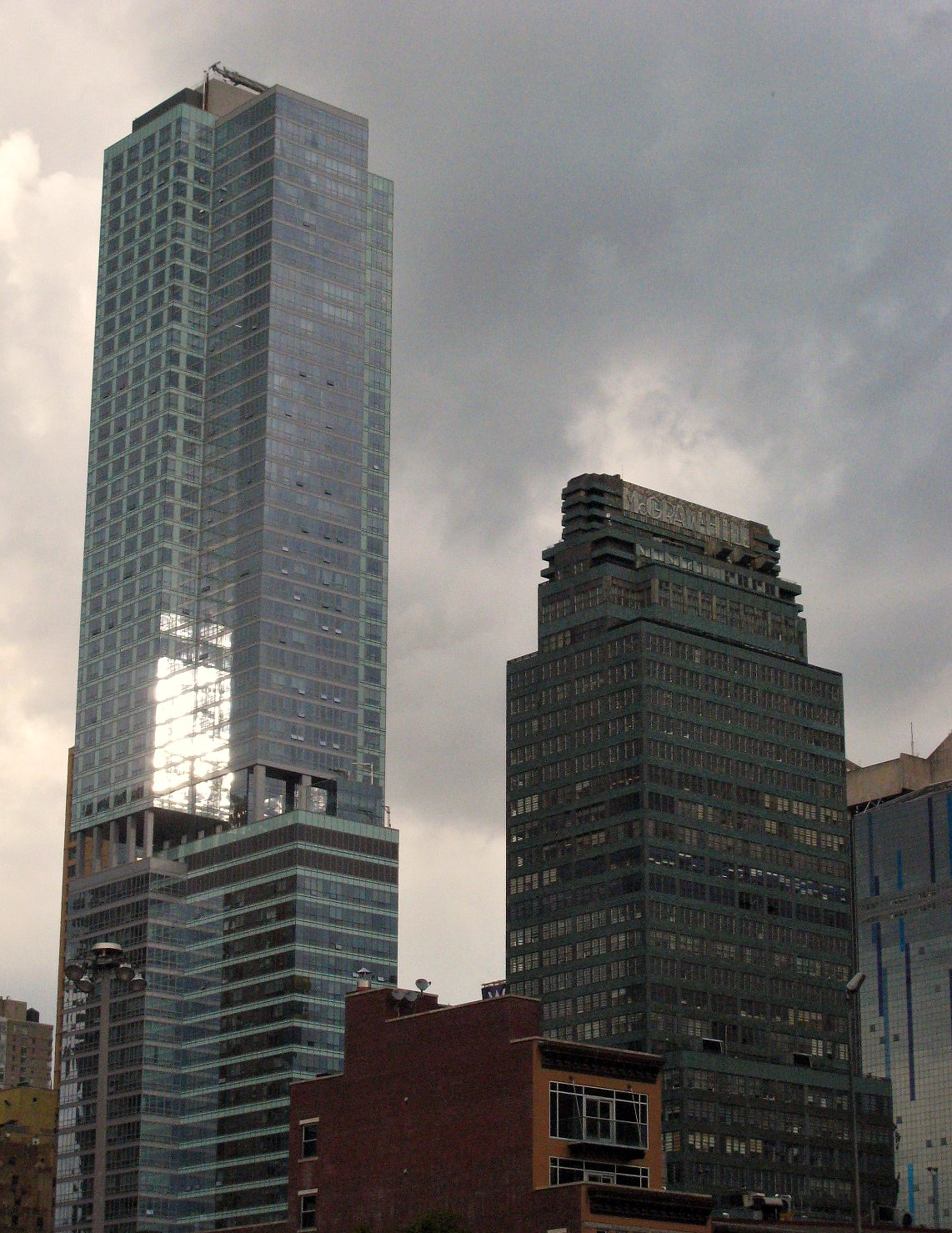
Links The Orion und rechts das McGraw-Hill Building

## Bemerkenswerter Vorfall
Cheslie Kryst, die Gewinnerin des Schönheitswettbewerbs „Miss USA 2019“, wohnte im neunten Stock und sprang am 30. Januar 2022 von der Terrasse im 29. Stock in den Tod. Am 31. Januar stufte der Gerichtsmediziner ihren Tod als Selbstmord ein. Krysts Mutter April Simpkins veröffentlichte eine Erklärung, in der sie erklärte, dass Kryst an einer „hochfunktionalen Depression“ litt.